# Лопатови риби
Лопатовите риби (Ephippidae) са семейство актиноптери от разред Ephippiformes.
Таксонът е описан за пръв път от Питер Блекер през 1859 година.

## Родове
- Chaetodipterus
- Ephippus
- Parapsettus
- Platax
- Proteracanthus
- Rhinoprenes
- Tripterodon
- Zabidius